# Castello dei Manzoli
Il castello di San Martino in Soverzano, chiamato anche castello dei Manzoli, è una fortezza medievale situata nella località di San Martino in Soverzano nel comune di Minerbio, in provincia di Bologna. Di proprietà privata, non è visitabile.

## Descrizione

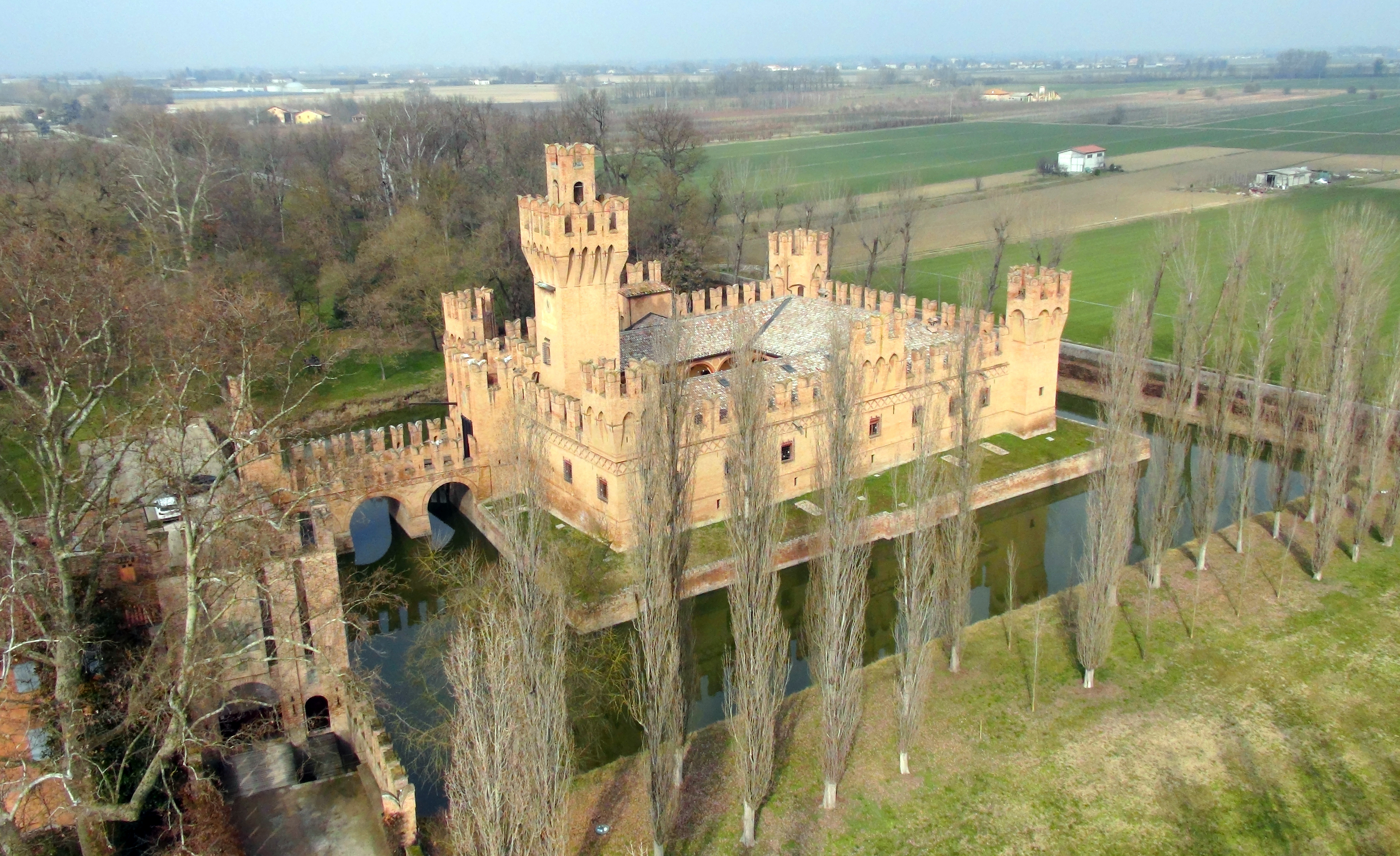
Veduta aerea

Si tratta di una costruzione dotata di quattro torri angolari che si sviluppa intorno al al cortile interno e al mastio centrale, l'antica Torre duecentesca detta "degli Ariosti". Il castello è circondato da un fossato che può essere superato attraverso due ponti levatoi, collegati tra loro da un piazzale.
Il castello è circondato da un parco, prevalentemente boscato a ovest e mantenuto a prato a est.

## Storia
Nel 1407 gli Ariosti, che avevano ricevuto il feudo in dono dal marchese Obizzo III di Ferrara, lo vendettero a Chiara Arrighi figlia di Girolamo Arrighi e futura moglie di Bartolomeo Manzoli, ritenendo però il giuspatronato della chiesa del luogo. 
Il castello attuale sorse nell'anno 1414 per volere del cavaliere bolognese Bartolomeo Manzoli (a volte scritto Mangioli) sui resti di un'antichissima torre di difesa del Duecento, chiamata Torre degli Ariosti, situata al limitare della Palude di Dugliolo (che ai tempi si estendeva verso nord-est fino al poggio di Molinella e a nord fino ad unirsi alla Valle di Marrara). 
Prende il nome dalla famiglia dei Manzoli, munifica proprietaria del maniero dal 1407, che trasformò il castello in residenza signorile tra il 1514 e il 1532.
Attorno al castello si sviluppò a partire dal XV secolo un piccolo borgo di artigiani e mercanti di bestiame, a cui dal 1584 è associata la Fiera di ottobre per la quale fu costruito il porticato.
Una prima fase di restauro e decorazione del castello si ebbe tra il XVI e il XVII secolo.
Tuttavia, l'aspetto attuale fu stabilito nel 1883-85 quando, per volere del proprietario il conte Cavazza, il castello fu soggetto ad un restauro stilistico ad opera di Tito Azzolini e Alfonso Rubbiani, quest'ultimo indicato come assistente. Partecipano al cantiere Achille Casanova e Alessandro Scorzoni, a cui è affidata la decorazione.
Ogni primo weekend del mese di ottobre attorno al castello si tiene ancora la tradizionale Fiera dei Manzoli e per l'occasione si può accedere al parco del castello, benché il castello vero e proprio resti privato e non accessibile al pubblico.